# Білл Плейгер
Білл Плейгер (англ. Bill Plager, нар. 6 липня 1945, Кіркленд-Лейк — пом. 3 січня 2016, Пітерборо) — канадський хокеїст, що грав на позиції захисника.
Його рідні брати Барклей та Боб також хокеїсти, що виступали в НХЛ.

## Ігрова кар'єра
Професійну хокейну кар'єру розпочав 1966 року.
Протягом професійної клубної ігрової кар'єри, що тривала 11 років, захищав кольори команд «Міннесота Норт-Старс», «Мемфіс Соут Старс»,  «Сент-Луїс Блюз», «Канзас-Сіті Блюз», «Баффало Бізонс», «Денвер Сперс», «Атланта Флеймс» та «Нью-Гейвен Найтгоукс».

## Статистика НХЛ
|                  | Сезони | І   | Г | П  | О  | ШХ  |
| ---------------- | ------ | --- | - | -- | -- | --- |
| Регулярний сезон | 9      | 263 | 4 | 34 | 38 | 294 |
| Плей-оф          | 5      | 31  | 0 | 2  | 2  | 26  |